# Gerrardinaceae
Las gerrardináceas (Gerrardinaceae) son una familia de plantas angiospermas eudicotiledóneas pertenecientes al orden de las huerteales. La familia comprende un único género, Gerrardina que incluye dos especies de árboles o arbustos nativos de África.

## Historia taxonómica
Para 1870 el género Gerrardina había sido incluido en las sapindáceas, familia que luego fue incluida en las flacurtiáceas, en la que se retuvo a Gerrardina al momento de describirse la segunda especie del género en 1939.  Sobre la base de los aspectos morfológicos, Gerrardina presentaba varios caracteres en común con los restantes miembros de la familia, pero otros muchos para los cuales difería, por lo que se propuso en 2005 su exclusión de la mencionada familia y la creación de una nueva familia para incluirla, Gerrardinaceae. Esta nueva familia, no obstante, no era posible incluirla fácilmente en ningún orden. En 2009, gracias a los análisis filogenéticos realizados sobre datos moleculares de una gran cantidad de taxones, fue posible concluir que Gerrardina en realidad se halla circunscripta en el orden Huerteales.